# Torneio das Três Nações de Basquete Masculino
Torneio das Três Nações de Basquete Masculino, ou simplesmente Torneio das Três Nações, foi um torneio amistoso, que aconteceu nos dias 8, 9 e 10 de Agosto de 2014 na cidade de Buenos Aires, e que foi preparatório para a Campeonato Mundial de Basquetebol Masculino de 2014.

## Equipes Participantes
- Argentina
- Brasil
- México

## Ficha Técnica dos Jogos

### Argentina x Brasil
| 08 de Agosto de 2014 21:00h | ARG | 85 - 80 | BRA | Estádio Tecnópolis, no Parque do Bicentenário, Buenos Aires |
| 08 de Agosto de 2014 21:00h |     |         |     | Estádio Tecnópolis, no Parque do Bicentenário, Buenos Aires |

### Argentina x México
| 09 de Agosto de 2014 21:00 | ARG | 96 - 71 | MEX | Estádio Tecnópolis, no Parque do Bicentenário, Buenos Aires |
| 09 de Agosto de 2014 21:00 |     |         |     | Estádio Tecnópolis, no Parque do Bicentenário, Buenos Aires |

### Brasil x México
| 10 de Agosto de 2014 21:00h | BRA | 68 - 56 | MEX | Estádio Tecnópolis, no Parque do Bicentenário, Buenos Aires |
| 10 de Agosto de 2014 21:00h |     |         |     | Estádio Tecnópolis, no Parque do Bicentenário, Buenos Aires |

## Campeão
| Torneio das Três Nações de Basquete Masculino |
| --------------------------------------------- |
| Argentina Campeã                              |

## Ver Também
- Super Desafio BRA Adulto Masculino de Basquete
- Torneio Internacional de Basquete Masculino de Ljubljana
- Super Desafio BRA de Basquete
- Torneio das Quatro Nações de Basquetebol Masculino 2015